# Divaldo Franco
Divaldo Pereira Franco (Feira de Santana, 5 de mayo de 1927-Salvador, Bahía, 13 de mayo de 2025), más conocido como Divaldo Franco o simplemente Divaldo, fue un profesor, escritor, médium y orador espiritista brasileño. Fue el representante del Espiritismo como delegado ante la Naciones Unidas del 28 al 31 de agosto de 2000, en la Cumbre mundial por la Paz de Líderes Religiosos y Espirituales.

## Biografía
Cursó la Escuela Normal Rural de Feira de Santana, y se diplomó como maestro de primaria. Desde niño, tuvo capacidad para contactar con el mundo de los espíritus. Entró en contacto con el espiritismo, de joven, tras haber quedado muy afectado por la muerte de un hermano mayor.
Fundó el Centro Espiritista Camino de la Redención (Caminho da Redenção), el 7 de septiembre de 1947, tras una visión.
Fundó en 1952, en la ciudad de Salvador, Bahía, junto con Nilson de Souza Pereira, la Mansión del Camino (a Mansão do Caminho) institución que acoge y educa a niños bajo el régimen de semi-internado y externado.
Adoptó y educó a más de 600 niños (actualmente emancipados, y con familia constituida), cuenta con más de 200 nietos y bisnietos.
En la década del 60, inició la construcción de escuelas, talleres profesionales y centros médicos.
Expositor con más de 13.000 conferencias, en más de 2.000 ciudades, en más de 64 países de todo el mundo, habiendo concedido 1500 entrevistas para radio y TV en Brasil y el exterior. Reside en la favela Pau de Lima, en el extrarradio de Salvador de Bahia.
Recibió más de 600 homenajes, de instituciones culturales, sociales, religiosas, políticas y gubernamentales (148 de 64 ciudades del Exterior, de 20 países, 442 del Brasil, y 139 de ciudades).De entre todos estos homenajes se destacan:
- 2008 - Título de Embajador de la Bondad en el Mundo - conferido en Paigton (Inglaterra), por el monje tibetano Kelsang Pawo por la Fundación Kelsang Pawo, dedicada a la protección de los niños en peligro en todo el mundo.[4]

- 2005 - Título de Embajador de la Paz en el Mundo - Conferido el 30 de diciembre, en Ginebra (Suiza) por la Ambassade Universalle Pour la Paix.

- 2002 - Título de doctor honoris causa en Humanidades, por la Universidad Federal de Bahía

- 2001 - Medalha Chico Xavier, del Gobierno del Estado de Minas Gerais.

- 1997 - Orden de Mérito Militar -31.03.1997 por el presidente de la República de Brasil.[5]

- 1991 - Doctor honoris causa en Humanidades, por el Colegio Internacional de Ciencias Espirituales y Psíquicas, de Montreal, Canadá.

Divalddo Franco murió por una insuficiencia orgánica múltiple en Salvador, el 13 de mayo de 2025, a la edad de 98 años. Había estado luchando contra un cáncer de vejiga desde noviembre de 2024.

## La Mansión del Camino
Hoy, la Mansión del Camino es un admirable complejo educacional con 78.000 m² y 50 edificaciones que atiende a 3000 niños y adolescentes de familias de pocos recursos, por día, en la calle Barão de Cotegipe, n.º 124, en el barrio de la Calçada, uno de los barrios periféricos con más carencias de Salvador. El complejo posee un centro de salud, un jardín de infancia, cuatro escuelas (Escuela primaria “Jesus Cristo”, con 1030 alumnos, convenio estatal; Escuela de Educación Infantil “Alvorada Nova”, con 100 alumnos; Escuela Allan Kardec, con 374 alumnos, convenio municipal; Escuela de Informática, con 400 alumnos.)
Asimismo atiende a diversas actividades socio-educacionales como: 
- La "Caravana Auta de Souza", un trabajo voluntario volcado a la atención de enfermos con dolencias irrecuperables y degenerativas que asiste a más de 300 personas ofreciendo atención médica y lotes de productos básicos, medicinas, mantas, casados, vestimenta etc.

- La "Casa da Cordialidade", emprendimiento del hogar “Fabiano de Cristo” en colaboración con la Mansión del Camino, con el objetivo de promover la integración en la propia familia y en la sociedad por el bien común, sin distinción, prejuicios o exclusión social. Asistiendo y promoviendo a la familia y a la protección de la infancia en situación de riesgo, apoyando las necesidades básicas, inserción laboral y atenuación de la miseria.

- El "Grupo Lygia Banhos", Constituido por un equipo incansable de ayuda a diversos segmentos de pobreza de la comunidad a través de visitas domiciliarias, distribución de cestas básicas, etc.

Más de 35.000 niños han pasado hasta hoy por los varios cursos y oficinas de la Mansión del Camino. La obra es básicamente mantenida con la venta de los libros médiumnicos de Divaldo y de los videos de sus conferencias, seminarios y entrevistas.

## Actividades como médium
Divaldo se destaca como médium, habiendo publicado más de 250 libros, con más de 8 millones de ejemplares vendidos, atribuidos a 211 autores espirituales, muchos de ellos reconocidas figuras de la literatura, el pensamiento y la religiosidad universal.
Destacan de entre ellos:
- Joana de Angelis (considerada en el medio Espírita como el espíritu de Juana de Cusa y Sor Juana Inés de la Cruz y guiá espiritual de Divaldo) a la cual se adjudican cerca de 72 obras enfocadas en la psicología en los cuales establece un puente entre el Espiritismo y las corrientes de psicología moderna, en especial la transpersonal y jungiana.

- Manoel Philomeno de Miranda – con 14 novelas que tratan la temática de la mediumnidad, la locura y la obsesión.

- Amelia Rodriges – a la cual se adjudican 11 obras poéticas y evangélicas que tratan la vida de Jesús de Nazareth

- Victor Hugo -  del cual se destacan 8 novelas, caracterizados por el estilo literario del mismo y por su fuerte contenido humanista, segregacionista y espiritista.

De sus obras, 92 versiones fueron traducidas para 16 idiomas (alemán, albanés, catalán, español, esperanto, francés, holandés, húngaro, inglés, italiano, noruego, polaco, checo, turco, ruso, sueco, y braile).Las ganancias provenientes de la venta de esas obras, así como los derechos de autor fueron cedidos, ante notariado, a la Mansión del Camino y otras entidades filantrópicas.

## Libros y biografías sobre Divaldo
Algunos libros y biografías sobre Divaldo P. Franco:
- "Divaldo, médium ou gênio?" - del reportero Fernando Pinto.

- "Moldando o Terceiro Milênio - Vida e obra de Divaldo Pereira Franco" - por el reportero Fernando Worm.

- "O Semeador de Estrelas" - por Suely Caldas Schubert, contando episódios de la vida de Divaldo.

- "Viagens e entrevistas" - Obra organizada por Yvon ª Luz, relacionando algunos viages y entrevistas de Divaldo.

- "Divaldo Franco - A história de um humanista" - por Jason de Camargo.[8]
- "Divaldo: Un mensajero de paz", película de 2019 dirigida por Clovis Mello, basada en el libro "Divaldo Franco - La trayectoria de uno de los mayores médiums de todos los tiempos" por Ana Landi.